# 日本悪妻に乾杯!
『日本悪妻に乾杯!』（にっぽんあくさいにかんぱい）は、深田祐介の小説、およびそれを原作とする1981年7月1日から1981年9月9日まで毎日放送の制作によりTBS系列で放送されたテレビドラマ。放送時間は、毎週水曜日22:00 - 22:54。全11話。

## 概要・内容
原作は深田祐介の小説『日本悪妻に乾杯』（文藝春秋）。
女優の冬木悠子は、時計メーカー「ミカワ」の宣伝マンで子持ちの森野恭平と結婚した。悠子の主婦業は失敗やうまくいかないことの連続だが、それでも良き妻になろうと苦手な家事に取り組み努力していた。ある日、恭平はニューヨーク支社駐在員として勤務することを命じられ、転勤。悠子は駐在員夫人となり、初体験だらけの様々なことに奮闘していく。「関東テレビ」も舞台の一つとなり、業界ドラマ的な要素も含めたライトコメディで、悠子の周りで起こる様々な出来事を中心に描いた。

## キャスト
- 冬木（森野）悠子：中野良子
- 森野恭平：中村敦夫
- 川端：山城新伍 - 関東テレビ局員・プロデューサー
- 泉ピン子
- 梢：和田アキ子 - 悠子のマネージャー
- 時野：平田昭彦 - 「ミカワ」宣伝課長、恭平の上司
- 神井：火野正平 - 恭平の部下
- 森野太郎：山越正樹 - 恭平の息子
- 米沢：塩沢とき - 森野家のお手伝い
- 幸子：ナンシー・チェニー - 悠子の女優仲間
- 松木：西村晃 - ニューヨーク支社長
- 松木ヒミコ：樹木希林
- ショルティ夫人：リン・ネグレ
- 嵯峨善兵

## スタッフ
- プロデューサー：太田匡彦、小橋智子、関口静夫
- 原作：深田祐介『日本悪妻に乾杯』
- 脚本：山田信夫、宮内婦貴子
- 演出：小田切成明、大室清
- 主題歌：『素敵なあなた』歌：西村協
  - 作詞：なかにし礼、作曲：ショロム・セクンダ、編曲：信田かずお

本曲はオリジナルと違い、男性目線による独自の歌詞が付けられている。
- 技術協力：パビック、ビデオスタッフ、渋谷ビデオスタジオ
- 制作：テレパック、毎日放送

## サブタイトル
| 各話   | 放送日        | サブタイトル         | 脚本                 | 演出       |
| ------ | ------------- | -------------------- | -------------------- | ---------- |
| 第1話  | 1981年7月1日  | 同類ですか?          | 山田信夫、宮内婦貴子 | 小田切成明 |
| 第2話  | 1981年7月8日  | ニアミス用心火の用心 | 山田信夫、宮内婦貴子 | 小田切成明 |
| 第3話  | 1981年7月15日 | 自由に愛して         | 山田信夫、宮内婦貴子 | 小田切成明 |
| 第4話  | 1981年7月22日 | 結婚したい           | 山田信夫、宮内婦貴子 | 小田切成明 |
| 第5話  | 1981年7月29日 | 女優生活にさよなら   | 山田信夫、宮内婦貴子 | 大室清     |
| 第6話  | 1981年8月5日  | 特攻赴任?            | 山田信夫、宮内婦貴子 | 大室清     |
| 第7話  | 1981年8月12日 | 大混線!ニューヨーク  | 山田信夫、宮内婦貴子 | 小田切成明 |
| 第8話  | 1981年8月19日 | ヒミコという女       | 宮内婦貴子           | 小田切成明 |
| 第9話  | 1981年8月26日 | 妻たちの反乱         | 宮内婦貴子           | 小田切成明 |
| 第10話 | 1981年9月2日  | 連帯離婚よ           | 宮内婦貴子           | 大室清     |
| 第11話 | 1981年9月9日  | 持つべきは女房       | 宮内婦貴子           | 大室清     |